# Lucas Thwala
Lucas Thwala (* 19. Oktober 1981 in Nelspruit) ist ein südafrikanischer Fußballspieler und ehemaliger Nationalspieler seines Landes. Derzeit spielt der Linksfüßer für das SuperSport United, zuvor war er bei den Platinum Stars, Orlando Pirates und Saints FC Johannesburg aktiv.

## Spielweise
Thwala gilt als beinharter Innenverteidiger, stark und kompromisslos im Zweikampf. Meist wird er auf den Torjäger des Gegners angesetzt. Mit seinem Stil gewinnt er viele Duelle, verursacht aber auch manchen Freistoß.
Er zählt zu den Säulen der „Bafana Bafana“. Als er 2009 verletzungsbedingt den Confederations Cup verpasste, bedeutete dies eine Schwächung seiner Mannschaft. Zudem ist er in der Offensive gefährlich.
Bei Standardsituationen in der gegnerischen Hälfte geht er immer mit nach vorn und bildet dank seiner Kopfballstärke eine Torgefahr. Mit acht Treffern war er bei den Orlando Pirates in der Saison 2009/10 bester Torschütze. Zudem wurde er für seine Leistungen als Spieler des Jahres in der ABSA Premier League ausgezeichnet.